# معاهده بیزانس و ونیزی ۱۰۸۲
معاهده بیزانس و ونیز در سال ۱۰۸۲ یک قرارداد تجاری و تدافعی بود که میان امپراتوری بیزانس و جمهوری ونیز به گونه یک کریسوبول امپراتوری یا گاو طلایی امضا گردید که از جانب امپراتور الکسیوس یکم صادر گردید. این معاهده که به ونیزیان برتری های تجاری اصلی در عوض کمک آنان در تهاجم ها بر ضد نورمن‌ها می‌داد، تأثیر فراوانی بر امپراتوری و جمهوری که بعدها تاریخ آنان را برای چندین قرن آتی تحمیل می نمود، داشت.

## قوانین های معاهده
امپراتوری بیزانس برتری های تجاری بسیاری به جمهوری ونیز در عوض پشتیبانی نظامی برضد نورمن ها که در حال جنگ و اشغال تملک های گوناگون بیزانس در داخل و خارج از امپراتوری بودند، داد. طبق این قرارداد، بیزانسی ها به ونیزی ها این عدل را می دادند که در کل امپراتوری بدون اعمال عوارض، تجارت نمایند.  ونیزی ها همچنین اجازه کنترل تأسیسات مهم بندر بیزانس قسطنطنیه (استانبول امروزی) را به همراه کنترل چندین دفتر مردمی کلیدی داشتند.  این قرارداد همچنین به دوژ ونیز افتخارات گوناگونی را همراه با سود اعطا نمود.  سرانجام، ونیزی‌ها ناحیه‌ای در داخل بیزانس، با مغازه‌ها، کلیسا، و نانوایی،  کسب کردند که می‌توان آن را با برتری های استعمار قرن ۱۹ قیاس نمود.
در عوض این برتری های تجاری، امپراتوری بیزانس از ونیزی ها استدعای حمایت نظامی کرد، به خصوص در قالب کشتی، چون امپراتوری هیچ نیروی دریایی واقعی برای سخنی نداشت. 